# Efekt velká ryba v malém rybníku

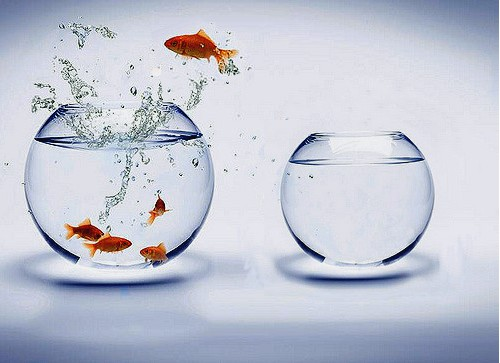
Metafora: Velká ryba v malém rybníku

Velká ryba v malém rybníku je efekt způsobující negativní vztah mezi školním prostředím a školním sebepojetím studenta.
Tato teorie byla představena roku 1984 australským pedagogickým psychologem Herbert W. Marshem společně s dalšími pracovníky Sydneyské univerzity. Tento efekt nazvali metaforicky Velká ryba v malém rybníku (v originále Big-fish-little-pond-effect, BFLPE).

## Teorie
Jednotlivec se nesčetněkrát za svůj život porovnává se svými vrstevníky. Při tomto porovnávání ve škole má student v méně schopné skupině vyšší školní sebepojetí, než jak je tomu v pokročilejší skupině.
Pro lepší pochopení tohoto efektu využívá Marsh metafory. „Velká ryba v malém rybníku“ znamená, že nadaný student = „velká ryba“ se nachází v obyčejné referenční skupině = „malém rybníku“. V tomto prostředí svými schopnostmi a dovednostmi vyniká, neboť se nemá příliš s kým porovnávat, nároky na studenta zde mohou být také nižší. V českém prostředí lze použít přísloví: „Mezi slepými jednooký králem.“
„Malá ryba ve velkém rybníku“ pak odkazuje na nadaného studenta, který se přemístil z obyčejné do nadané referenční skupiny. V tomto „velkém rybníku“ se stává „malou rybou“. Najednou již není tak speciální, nároky mohou být vyšší a záleží pouze na studentovi, jak se k tomuto problému postaví.

## Vznik efektu velké ryby v malém rybníku

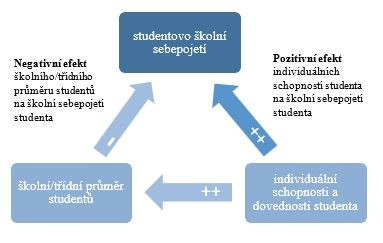
Na grafu č. 1 je vztah mezi základními složkami ovlivňující školní sebepojetí studenta. Individuální schopnosti a dovednosti studenta pozitivně působí na školní průměr třídy a školy, zároveň pozitivně působí i na školní sebepojetí studenta. Dále školní průměr třídy/školy, který negativně působí na studentovo školní sebepojetí.

Předpokládá se, že tento efekt vzniká dvěma protichůdnými sociálními srovnávacími procesy: procesem asimilace a kontrastu.
- K asimilačnímu procesu dochází, když je jednotlivec pozitivně přitahován k referenční skupině, například k vrstevníkům ve školní třídě. To vede k pozitivnímu vztahu mezi vlastním školním sebepojetím a touto skupinou. Školní/třídní studijní průměr zde pozitivně ovlivňuje studentovo školní sebepojetí.

- Proces kontrastu naopak spočívá v odmítání této referenční skupiny, což vede k negativnímu vztahu mezi školním sebepojetím jednotlivce a touto skupinou. Vzhledem k tomu, že školní sebepojetí má tendenci být negativně spojeno se skupinovým úspěchem, předpokládá se, že proces kontrastu je silnější než proces asimilační.[4]

Nejčastěji je možné tento efekt pozorovat při přestupu žáků ze základní školy na osmileté gymnázium. Žáci po přechodu právě v důsledku porovnávání se s novými vrstevníky čelí významnému poklesu školního sebepojetí. Takové porovnání nastává většinou při klasifikaci výsledků žáků.  Největší riziko nastává, když nízké školní sebepojetí ovlivňuje studentovu motivaci a získávání nových vědomostí, schopností a dovedností, a tím se snižuje i jeho školní úspěšnost.

## Faktory ovlivňující intenzitu efektu velké ryby v malém rybníku

### Vedení třídy

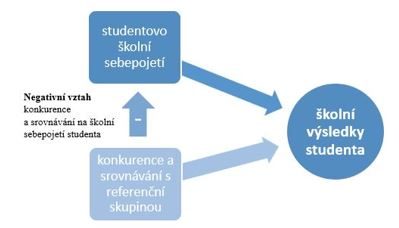
Na grafu č. 2 vstupuje do vztahu k předchozímu grafu navíc konkurence a srovnávání, který je základem vytváření školních a třídních průměrů. Toto srovnávání ovlivňuje studentovo školní sebepojetí a tím i školní výsledky studenta.

Přímá konkurence mezi spolužáky zvyšuje účinnost efektu, zatímco spolupracující studenti mají efekt velké ryby v malém rybníku mírnější. Samostatná práce a soutěživost ve třídách s sebou nese negativní vliv na školní sebepojetí žáků, a tím ovlivňuje jejich školní výsledky. To posoudily Cheng a Lam (2007), které ovlivňovaly studenty tak, aby buďto byli v přímém soupeření s ostatními, nebo spolupracovali ve skupinách, aby dosáhli určitého cíle.

### Osobnost
Studenti, kteří se projevují narcismem či nižším neurotismem, zažívají tento efekt slaběji, asimilační proces pro tyto jednotlivce tedy převažuje nad procesem kontrastu.
Zatímco studenti, kteří se ve škole více angažují a jejich postavení je pro ně důležité, prožívají tento efekt silněji.

### Motivace a cílevědomost
Motivace sama o sobě zmírňuje tento efekt, avšak příliš vysoce motivovaní studenti, kteří si stanovují vyšší cíle, obvykle zažívají efekt silnější.

### Sociální integrace
Studenti mající nízkou sociální integraci, kteří jsou dobře zapojeni do své školy, avšak ne mezi své vrstevníky, se projevují silnějším efektem velké ryby v malém rybníku.
Podobný výsledek se projevoval také u dětí s mírným intelektuálním postižením, které navštěvovaly segregované i nesegregované školy.

## Předcházení efektu velké ryby vmalém rybníku

### Peer programy
V Česku nejsou peer programy příliš využívány, ale inspirací mohou být školy v jiných zemích, které na tomto principu vytvářejí dvojice nebo menší skupiny spolužáků, kteří si vzájemně pomáhají s učivem, které se jednomu či druhému nedaří.

### Učitelovo pojetí výuky
Hlavním faktorem snižování vlivu tohoto efektu je učitel, který by se měl snažit o snížení přímo v edukačním procesu minimalizací vzájemného srovnávání žáků mezi sebou, například porovnáváním individuálních výkonů žáka v čase a dostatečnou zpětnou vazbou. Tento postup žáky ubezpečuje, že se vyvíjejí a dělají pokroky.

### Hladký přechod mezi stupni vzdělávání
Úspěšný seznamovací kurz vytvoří stabilní základ sociální skupiny a komunikace ve třídě. Adaptační kurzy se v českém prostředí začaly čím dál více organizovat právě pro vzájemné poznávání žáků v nově vzniklých třídách, což znamená dát žákům možnost prezentovat sami sebe a zároveň zjistit, co mají se spolužáky společného.
Mimo české území nabízejí některé školy „buddy systém“, v rámci kterého se žák vyššího stupně stane průvodcem nového žáka, kterého seznamuje s prostředím školy a pomáhá mu, kdykoli je třeba. Známost prostředí a vědomí dostupnosti pomoci podporuje nárůst akademické účinnosti. Obdobný systém praktikuje například Univerzita Tomáše Bati ve Zlíně.

## Efekt velké ryby vmalém rybníku v České republice
Současné výzkumy (TIMSS, PIRLS) ukazují, že efekt velké ryby v malém rybníku je nejsilnější na školách, které kladou zvýšený důraz na výkonnost žáků a jejich výsledky neustále porovnávají. Analýzy dat výzkumu TIMSS 2011 a PIRLS 2011 (ČŠI, 2014) potvrdily platnost této hypotézy i v Česku, v tomto případě konkrétně na předmětech matematika a četba. Jedná se tedy o další příklad negativních efektů rozdělování žáků podle schopností do výběrových škol a tříd. Přestože někteří žáci profitují (ti, co zůstanou velkou rybou ve velkém rybníku), řada žáků tak může přechodem na víceleté gymnázium či do výběrových škol strádat.